# Танагароа, Танагароа
Сэр Танагароа Танагароа (англ. Sir Tangaroa Tangaroa 6 мая 1921, Пенрин, Новая Зеландия — 23 мая 2009,  Окленд, Новая Зеландия) — политический деятель  Островов Кука, представитель королевы Великобритании на Островах Кука (1984—1990).

## Биография
Начал свою профессиональную деятельность в 1939 г. оператором правительственного радио. В 1955—1963 гг. работал экспедитором.
В 1958 г. был избран в состав первого Законодательного Собрания страны, в котором он представлял родной остров Пенрин до 1983 г. В 1969—1970 гг. был лидером ныне прекратившей своё существование единой партии Островов Кука. Затем вступил в Демократическую партию. Занимал различные министерские посты в кабинетах Тома Дэвиса.
В 1984—1990 гг. — представитель королевы Великобритании на Островах Кука.
В 1987 г. королевой Елизаветой II в Букингемском дворце он был посвящён в рыцари.